# Селна
Селна је насељено место у саставу општине Гарчин у Бродско-посавској жупанији, Република Хрватска.

## Историја
До територијалне реорганизације у Хрватској налазила се у саставу старе општине Славонски Брод.

## Становништво
На попису становништва 2011. године, Селна је имала 308 становника.

## Попис1991.
На попису становништва 1991. године, насељено место Селна је имало 367 становника, следећег националног састава:
| Попис 1991.‍  | Попис 1991.‍  | Попис 1991.‍ | Попис 1991.‍ | Попис 1991.‍ |
| ------------ | ------------ | ----------- | ----------- | ----------- |
|              |              |             |             |             |
| Хрвати       | Хрвати       |             | 294         | 80,10%      |
| Срби         | Срби         |             | 55          | 14,98%      |
| Југословени  | Југословени  |             | 6           | 1,63%       |
| Муслимани    | Муслимани    |             | 5           | 1,36%       |
| Пољаци       | Пољаци       |             | 1           | 0,27%       |
| неопредељени | неопредељени |             | 5           | 1,36%       |
| непознато    | непознато    |             | 1           | 0,27%       |
| укупно: 367  |              |             |             |             |